# 哈爾斯瑪公路
哈爾斯瑪公路，又稱本格特-高山省道路（Benguet-Mountain Province Road）、碧瑤-邦圖克道路（Baguio-Bontoc Road）、登山道（Mountain Trail），為菲律宾的一條國道，編為國道204號（National Route 204，N204）。此公路坐落在呂宋島北部的中央山脈，其最高點位於阿托克境內，最高海拔高度有7,400英尺（2,300），為菲律賓海拔最高的公路。
此公路南起碧瑶市，北至邦圖克，全長150公里，其中有95公里位於本格特省境內，並且經過省內八座城鎮（拉特立尼達、圖布萊、阿托克、博科德、卡巴延、布吉亞斯、巴昆以及曼卡延）。此外也經過高山省境內四座城鎮（包科、沙邦干、邦圖克以及薩加達）。公路在丹泰（Dantay）村內分為兩條岔路，一條通往邦圖克市區，另一條則通往薩加達。

## 歷史
此公路的名稱以在1920年至1937年間擔任碧瑤市市長的美國工程師尤西比烏斯·朱利葉斯·哈爾斯瑪（Eusebius Julius Halsema）為名。此公路於1922年開工興建，1930年完工通車。
哈爾斯瑪公路為中央山脈偏遠地區唯一能聯絡碧瑶市的公路，也是當地菜農唯一能將作物運銷至碧瑶市內市場的公路。

## 危險性
哈爾斯瑪公路部分的路段颇为危险，其中山崩或路面濕滑的情形在雨季時最為常見。
2013年3月，List25網站將哈爾斯瑪公路評選為「世界上最危險的二十五條道路」之一。2014年12月，Press Cave網站將哈爾斯瑪公路評選為「世界上最危險的十條道路」之一。
哈爾斯瑪公路曾出現在探索頻道的節目《熱門道路－世界上最危險的道路》。